# Daniel T. Potts
Daniel Thomas Potts (* 10. Februar 1953 in New York) ist ein US-amerikanischer Vorderasiatischer Archäologe. 

## Leben
Daniel T. Potts studierte an der Harvard University (AB 1975) und schloss sein Studium 1980 mit der Dissertation Tradition and transformation: Tepe Yahya and the Iranian plateau during the third millennium B.C. ab. Von 1981 bis 1986 arbeitete er als wissenschaftlicher Assistent an der Freien Universität Berlin und von 1986 bis 1981 als Lecturer an der Universität Kopenhagen. Von 1991 bis 2012 war er Professor an der Universität Sydney und seither Professor für Vorderasiatische Archäologie an der New York University.
Daniel T. Potts ist Fellow der Society of Antiquaries of London (1993), Fellow der Australian Academy of the Humanities (1994) sowie korrespondierendes Mitglied des Deutschen Archäologischen Instituts (2007) und der International Association of Mediterranean and Oriental Studies (ISMEO). Seit 2022 ist er Mitglied der British Academy.
Das Hauptinteresse von Daniel T. Potts gilt Iran, Mesopotamien und dem Persischen Golf. Er beteiligte sich an archäologischen Grabungen in Iran, Saudi-Arabien, der Türkei und in den Vereinigten Arabischen Emiraten. Er ist Mitherausgeber der Reihe The Oxford History of the Ancient Near East. 

## Schriften (Auszug)
- Tradition and transformation: Tepe Yahya and the Iranian plateau during the third millennium B.C. Harvard University 1980 (Dissertation).
- Miscellanea Hasaitica. Artifacts from the Eastern Province of Saudi Arabia (= The Carsten Niebuhr Institute of Ancient Near East Studies. Band 9). Museum Tusculanum, Kopenhagen 1989, ISBN 978-8-772-89068-5.
- The Arabian Gulf in Antiquity. From Alexander the Great to the Coming of Islam. Oxford 1990, ISBN 978-0-198-14391-8.
- The archaeology of Elam. Formation and Transformation of an Ancient Iranian State. Cambridge 1999, 2008, ISBN 978-0521564960. 2. Auflage, Cambridge 2016, ISBN 978-1107094697.
- Mesopotamian Civilization. The Material Foundations. Cornell University Press, New York 1997, ISBN 978-0-801-43339-9.
- Mesopotamia, Iran and Arabia from the Seleucids to the Sasanians. Routledge 2010, ISBN 978-1-409-40535-1.
- (Hrsg.): A Companion to the Archaeology of the Ancient Near East. Wiley-Blackwell 2012, ISBN 978-1-405-18988-0.
- (Hrsg.): The Oxford Handbook of Ancient Iran. Oxford 2013,  ISBN 978-0-19-973330-9.
- Nomadism in Iran. From Antiquity to the Modern Era. Oxford University Press 2014, ISBN 978-0-199-33079-9.
- mit Karen Radner, Nadine Moeller (Hrsg.): The Oxford History of the Ancient Near East. Band 1–5. Oxford 2020–2023. ISBN 978-0-190-68785-4, ISBN 978-0-190-68760-1,  ISBN 978-0-190-68757-1, ISBN 978-0-190-68763-2, ISBN 978-0-190-68766-3.